# Aabybro község
Aabybro község (dánul: Aabybro Kommune) egy megszűnt község (kommune, helyi önkormányzattal rendelkező közigazgatási egység) Dániában, Nordjylland megyében.
A 2007. január 1-jén életbe lépő közigazgatási reform során egyesítették Brovst, Fjerritslev és Pandrup községekkel, így jött létre az új Jammerbugt község.